# يرسينية
اليرسينية (الاسم العلمي: Yersinia) هي جنس من البكتيريا تتبع الفصيلة الأمعائيات من رتبة المعويات.
سمي هذا الجنس من البكتيريا تكريماً لعالم البكتيريات الفرنسي ألكسندر اميل جان يرسن لكونه أول من قام بعزل العامل المسبب للطاعون عام 1894.

## أنواع اليرسينية
- يرسينية معوية قولونية
- يرسينية طاعونية
- يرسينية ألدوفية
- يرسينية ألكسيتشية
- يرسينية بركوفييرية
- يرسينية سلية كاذبة
- يرسينية آكلة للحشرات
- يرسينية فردريكسنية
- يرسينية متوسطة
- يرسينية كريستنسنية
- يرسينية مارسيليا
- يرسينية مولارتية
- يرسينية نورمية
- يرسينية بيكاننية
- يرسينية رودية
- يرسينية ركيرية
- يرسينية متجانسة